# Afrixalus enseticola
Afrixalus enseticola es una especie de anfibio anuro de la familia Hyperoliidae.

## Distribución geográfica
Esta especie es endémica de las tierras altas del sur de Etiopía. Habita en elevaciones entre los 1700 y 2750 m s. n. m. en ambos lados del Gran Valle del Rift.

## Descripción
Afrixalus enseticola mide de 20 a 23 mm para los machos y de 23 a 28 mm para las hembras.

## Publicación original
- Largen, 1974 : The status of the genus Afrixalus (Amphibia, Anura, Hyperoliidae) in Ethiopia, including descriptions of two new species. Monitore Zoológico Italiano N.S. Supplemento, vol. 5, p. 111-127.[6]